# Children of God (film)
Children of God (tj. Děti Boží) je bahamský hraný film z roku 2009, který režíroval Kareem Mortimer podle vlastního scénáře. Film popisuje situaci homosexuálů na Bahamách.

## Děj
Mladý Jonny studuje v Nassau umění a ačkoliv je jeho technika bezvadná, hrozí mu ztráta stipendia, protože jeho obrazům chybí emocionalita. Jeho docentka mu přesto dá ještě šanci a pošle ho na odlehlý ostrov Eleuthera, kde má malovat krajinu. Zde se seznamuje se stejně starým Romeem, který bydlí sám v domě. Romeo je stejně jako Jonny gay, ale ve svém konzervativním prostředí se neodvažuje ke coming outu.
Druhou dějovou linií je příběh náboženské aktivistky Leny a jejího manžela Ralpha, kteří se oba zasazují proti homosexualitě. Lena se od svého lékaře dozví, že má pohlavně přenosnou chorobu. Konfrontuje Ralpha, který se přizná, že jí byl nevěrný, ale zatají, že to bylo s muži. Po hádce s manželem Lena opouští Nassau a odjíždí na Eleutheru, kde hledá podporovatele pro svou kampaň.
Osudy všech tří se protnou na grilovací party na pobřeží, kde Lena sbírá podpisy k petici. Romeo přijde na party s kamarádkou Lonnette a předstírá, že Jonnyho nezná. Dalšího dne se koná shromáždění obyvatel, na kterém Lena pronese nenávistnou řeč proti homosexuálům. Jonny se s ní dostane do sporu a má i podporu místního faráře, který prohlásí, že každý člověk je dítětem Božím. Později Romeo navštíví Jonnyho a pohádají se ohledně Romeova chování, Johnny odjíždí z ostrova zpět do Nassau. Večer se koná u faráře večeře, na které Romeo najde odvahu ke comming outu. Romeo se rozhodne odejet za Johnnym. Domluví si schůzku. Na cestě je však Johnny pobodán útočníkem a krátce poté umírá v nemocnici, zatímco Romeo na něj marně čeká.

## Okolnosti
Homosexualita je sice na Bahamách legální, avšak homofobie je velmi rozšířená. Čtyři roky před premiérou filmu Children of God bylo např. promítání Zkrocené hory zakázáno. Přesto v roce 2009 otevíral Children of God Mezinárodní bahamský filmový festival. Film využívá některé televizní záběry ze skutečných protestů proti zaoceánské lodi s homosexuály z roku 2004. Když loď přistála v Nassau, došlo zde k demonstracím.
Produkce Children of God vydala v roce 2007 krátký film s názvem Float, který vypráví stejný příběh. Postavu Romea hrál opět Stephen Tyrone Williams, ostatní postavy ale hráli jiní herci.

## Obsazení
| Johnny Ferro            | Jonny            |
| Margaret Laurena Kemp   | Lena             |
| Stephen Tyrone Williams | Romeo            |
| Van Brown               | reverend Ritchie |
| Mark Richard Ford       | Ralph Mackey     |
| Craig Pinder            | Mike Roberts     |

## Ocenění
- 7. BendFilm Festival: nejlepší hraný film
- Honolulu Rainbow Film Festival: nejlepší hraný film
- trinidad+tobago film festival: nejlepší hraný film, cena publika
- Atlanta's Out on Film: nejlepší film, nejlepší režie, nejlepší herec (Johnny Ferro)
- Schwule Filmwoche Freiburg: cena publika